# Ташенов, Жумабек Ахметович
Жумабек Ахметович Ташенов (каз. Жұмабек Ахметұлы Тәшенов; 7 (20) марта 1915, аул Танагуль, Акмолинская область, Российская империя — 18 ноября 1986, Чимкент, Казахская ССР, СССР) — советский казахский государственный и партийный деятель.
Член ЦК КП Казахстана. Председатель президиума Верховного совета Казахской ССР (1955—1960) Председатель Совета министров Казахской ССР (1960—1961). Кандидат экономических наук (1962).

## Биография
Родился 7 (20) марта 1915 в ауле Танагуль (ныне станция Бабатай Аршалынского района Акмолинской области Казахстана). Происходит из рода алтай-карпык племени аргын Среднего жуза. В 1933 году поступил в Акмолинский железнодорожный строительный техникум (специальность гражд. строительство), но был вынужден оставить учёбу (2 курса) ввиду острого недостатка грамотных кадров в народном хозяйстве. Восстановившись, окончил техникум и Высшую партийную школу (г. Москва) в 1955 году. Таким образом до занятия высшего государственного поста — главы Республики, парламента Казахской ССР Ж. Ташенов имел спецобразование. Впоследствии он защитил кандидатскую диссертацию (1962), после неё пытался защитить и докторскую диссертацию (г. Москва).
С 1934 по 1938 год занимал пост ответственного секретаря Исполнительного комитета Красноармейского районного Совета, затем — председателя Нуринской районной плановой станции, ответственного секретаря Исполнительного комитета Вишневского районного Совета, референта Исполнительного комитета Карагандинского областного Совета (Карагандинская область).
Член ВКП(б) с 1940 года.
С 1938 по 1944 — начальник Отдела общественного питания Северо-Казахстанского областного торгового отдела, секретарь Исполнительного комитета Советского районного Совета, начальник Советского, Полудинского районного земельного отдела, заместитель начальника Северо-Казахстанского областного земельного отдела (Северо-Казахстанская область).
С 1944 по 1947 — заместитель секретаря и заведующий Отделом животноводства Северо-Казахстанского областного комитета КП(б) Казахстана
С 1947 по декабрь 1948 года занимал должность первого заместителя председателя Исполнительного комитета Северо-Казахстанского областного Совета.
В декабре 1948 года назначается на пост председателя Исполнительного комитета Северо-Казахстанского областного Совета. 1 марта 1949 года стал членом Центрального комитета Коммунистической партии Казахстана (по 27 сентября 1961 года).
В январе 1952 года был избран Первым секретарём Актюбинского обкома Коммунистической партии Казахстана.
С 19 апреля 1955 по 20 января 1960 — председатель Президиума Верховного Совета Казахской ССР, национального парламента.
С 25 февраля 1956 по 17 октября 1961 — кандидат в члены ЦК КПСС.
С 20 января 1960 по 6 января 1961 — председатель Совета министров Казахской ССР.

## Закат политической карьеры
Жумабек Ташенов активно противодействовал проекту создания Целинного края в конце 1960 года с объединением 5 областей Северного Казахстана, с возможным выделением края из состава Казахской ССР. Открыто выступал против идей Никиты Хрущёва, апеллируя к Конституции Советского Союза.
По «рекомендации» Н. С. Хрущёва он был снят с высших постов в Республике.
С 1961 и до ухода на пенсию в 1975 году — заместитель председателя Исполнительного комитета Южно-Казахстанского — Чимкентского областного Совета
В 1962 году защитил диссертацию и получил степень кандидата экономических наук.
Умер в городе Чимкент 18 ноября 1986 года.

## Память
Ко 100-летию со дня рождения государственного деятеля Жумабека Ташенова, в 2012 году издан научно-исследовательский труд «Жумабек Ташенов», написанный учеными Института истории государства Министерства образования и науки Республики Казахстан Сейткали Дуйсеном и Канатом Енсеновым под редакцией доктора исторических наук, профессора Буркитбая Аягана. Научный труд, изданный в рамках Государственной программы «Ғылыми қазына», является продолжением книжной серии «Ұлы Дала тұлғалары». В книге, посвященной Жумабеку Ташенову, сделана попытка дать исторически объективную и взвешенную оценку.
25 мая 1999 года маслихат Астаны принял решение о переименовании в честь Жумабека Ташенова столичной улицы Полевой. Кроме того, в городах Алматы, Шымкент, Кокшетау и посёлке Аршалы Акмолинской области также названы улицы в честь Жумабека Ташенова.
В августе 2021 года в Нур-Султане открыт памятник Жумабеку Ташенову.
В честь Ж. Ташенова в поселке Топар Карагандинской области построена мечеть в 2019 году.
20 августа 2021 года был открыт памятник Жумабеку Ташенову в Астане.
В 2022 году общеобразовательной школе № 54 в городе Караганда присвоено имя Жумабека Ташенова.

## Награды
- Орден Ленина
- Орден Трудового Красного Знамени
- Орден «Знак Почёта»
- Грамота Верховного Совета Казахской ССР